# Günter Waldorf

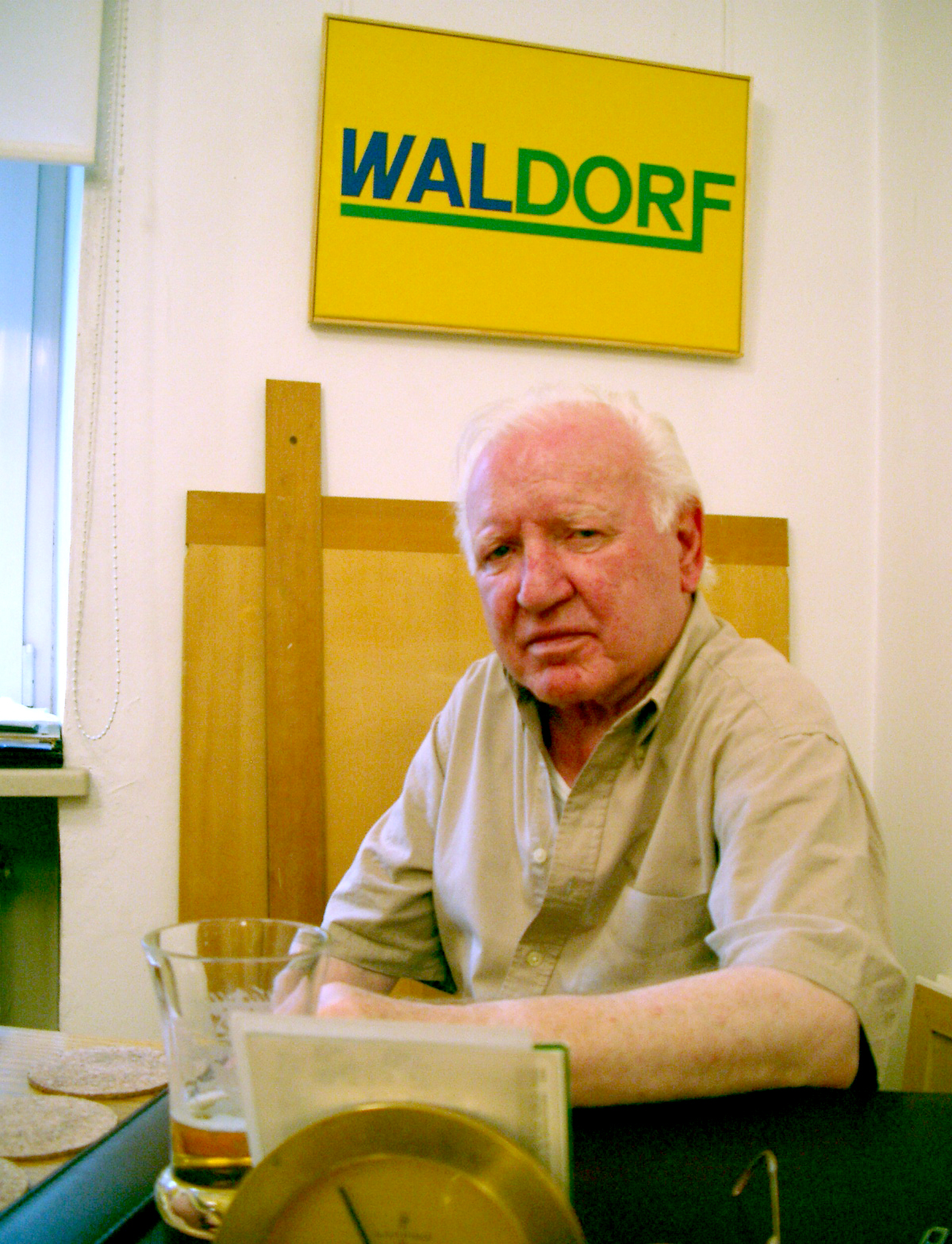
Günter Waldorf (2003)

Günter Waldorf, eigentlich Günter Stessl (* 2. März 1924 in Graz; † 31. Oktober 2012 in Graz) war ein österreichischer Maler, Zeichner und Boxer.

## Leben
Günter Waldorf absolvierte eine Ausbildung zum Farblithografen bei dem Grazer Unternehmen Wall. Danach besuchte er die zu dieser Zeit „Meisterschule des Deutschen Handwerks“ heißende Ortweinschule in Graz. Dort absolvierte er 1941/1942 die Grafikklasse bei Heinz Reichenfelser, Alfred Wickenburg und Fritz Silberbauer sowie von 1945 bis 1947 die Fachschulklasse Gebrauchsgrafik an der Meisterschule für angewandte Kunst, wo Hanns Wagula und Fritz Krainz seine Lehrer waren. Seine Studien wurden vom Kriegsdienst im Zweiten Weltkrieg unterbrochen, der ihn nach Italien und Frankreich führte, wo er erste grafische Arbeiten anfertigte. Ab 1947 war er als selbständiger Grafiker tätig.
Nach dem Zweiten Weltkrieg war er mehrmals steirischer Meister im Boxen (Bantamgewicht) sowie 1952 Österreichischer Vizemeister.
1953 gründete er mit anderen steirischen Künstlern die Künstlervereinigung Junge Gruppe in Weiz. Er war 1958 maßgeblich an der Gründung des Forum Stadtpark in Graz, einem Zentrum für moderne Kunst, Literatur und Musik beteiligt. Ab 1960 gab er mit Alfred Kolleritsch die Zeitschrift manuskripte heraus. 1966 initiierte er die Internationalen Malerwochen, eine jährliche Veranstaltung der Neuen Galerie Graz. 1970 gründete er die Künstlergruppe „Styrian Artline“, während er sich zunehmend aus dem Forum Stadtpark zurückzog. 1984 sprach er sich für den Bau eines „steirischen Museums Moderner Kunst“ aus, was letztlich 2003 zur Eröffnung des Grazer Kunsthauses führte.
Er war mit der Malerin Elga Maly (1921–1989) verheiratet.
Waldorf schuf insbesondere auf elementaren Grundformen basierende Bilderzyklen. Mit seinen Werken griff er auf ironisch-zeitkritische Weise gesellschaftliche Phänomene auf. Er arbeitete mit seiner Frau zusammen und stellte auch zum Teil mit ihr aus (u. a. 1991 Neue Galerie Graz).

## Auszeichnungen
- 1965: Kunstmedaille der Stadt Graz
- 1977: Kunstpreis der Stadt Köflach
- 1980: Würdigungspreis des Landes Steiermark für bildende Kunst
- 1982: Berufstitel Professor
- 1984: Großes Goldenes Ehrenzeichen des Landes Steiermark
- 1994: Ehrenring des Landes Steiermark

## In folgenden Sammlungen vertreten
- Graphische Sammlung Albertina
- Österreichische Galerie Belvedere
- Institut zur Förderung der Künste in Österreich – Neue Galerie der Stadt Linz
- Neue Galerie Graz
- Sammlung der Handelskammer Steiermark
- Sammlung Humanic
- Andere Privatsammlungen